# Бекстрём, Ларс Никлас
О финском вратаре см. Бекстрём, Никлас Оскар
Ларс Ни́клас Бе́кстрём ([ˈnɪ̌kːlas ˈbɛ̂kːstrœm] швед. Lars Nicklas Bäckström; род. 23 ноября 1987, Евле) — шведский хоккеист, центральный нападающий клуба «Брюнес». Обладатель Кубка Стэнли 2018 года в составе «Вашингтона». Двукратный чемпион мира (2006 и 2017) и серебряный призёр Олимпийских игр 2014 года в составе сборной Швеции.

## Карьера игрока

### Ранние годы
С 2002 года играл три сезона в юниорской лиге Швеции за молодёжную команду клуба «Брюнес». После того, как он заработал 34 очка в 29 играх, был приглашён во взрослую команду «Брюнес», выступающую в Шведской хоккейной лиге (SHL). Однако из-за возросшей конкуренции за счёт притока игроков из НХЛ (локаут 2004/05) Бекстрём не набрал за сезон ни одного очка.
Однако уже в следующем сезоне 2005/06 его показатели игры улучшились: 26 очков (10 голов, 16 передач) в 46 играх, а также 1 очко (1 гол) в 4 матчах плей-офф. Бекстрём стал основным центральным нападающим и лучшим игроком своей команды. Он был назван Новичком года Шведской хоккейной лиги (SHL), а также Игроком года среди хоккеистов-юниоров.

### Клубная карьера
После своих успешных выступлений Бекстрём был выбран клубом НХЛ «Вашингтон Кэпиталз» на драфте НХЛ 2006 года под общим 4-м номером. Но 10 июля 2006 года форвард объявил о своем решении играть в Швеции ещё один год, прежде чем перейти в НХЛ. В своем третьем и последнем сезоне с «Брюнес» Бекстрём продолжил развивать своё мастерство — 12 голов и 28 передач, несмотря на то, что он сыграл на одну игру меньше, чем в прошлом сезоне.
21 мая 2007 года Никлас Бекстрём подписал с «Вашингтон Кэпиталз» трёхлетний контракт, чтобы начать выступления за команду в сезоне 2007/08. Авторитетные спортивные издания признали его самым талантливым шведским дарованием за последние годы. Его сравнивали с Петером Форсбергом, отмечая видение игры, технику и способность сохранять контроль над шайбой. По этим причинам он должен был стать катализатором в игре. 5 октября 2007 года он забил свой первый гол в НХЛ в ворота «Атланта Трэшерз». Несмотря на вполне успешные выступления в начале своего первого сезона в НХЛ, Никлас все ещё продолжал приспосабливаться к меньшим размерам хоккейных площадок. После травмы Микаэля Нюландера швед был выдвинут в основной состав. Играя в паре с Александром Овечкиным, Бекстрём помог россиянину получить первые индивидуальные призы по итогам сезона 2007/08 — «Арт Росс Трофи» и «Морис Ришар Трофи». Они стали считаться одним из лучших атакующих дуэтов в НХЛ. Свой дебютный сезон Бекстрём завершил с 69 очками (14 голов, 55 передач). Также форвард был номинирован на приз лучшему новичку НХЛ — «Колдер Трофи» — и уступил первое место только Патрику Кейну из «Чикаго Блэкхокс».
За свой второй сезон в НХЛ Бекстрём заработал 88 очков, сделав 66 передач и забив 22 шайбы, и попал в десятку бомбардиров лиги сезона 2008/09. В играх плей-офф он набрал 15 очков в 14 играх. После плей-офф сезона 2008-09 Бекстрёму был присуждён приз «Викинг Эворд» как лучшему шведскому хоккеисту, выступающему в НХЛ. Он стал вторым шведом в истории клуба «Вашингтон Кэпиталз» после Калле Юханссона, получившим эту награду.
По итогам сезона 2009/10 Бекстрём занял 4-е место в списке самых результативных игроков лиги, набрав 101 очко и уступив таким игрокам, как Александр Овечкин, Сидни Кросби (по 109 очков) и Хенрик Седин (112 очков). Свой первый хет-трик в плей-офф Никлас забил в ворота «Монреаль Канадиенс» в 2010 году.
В мае 2010 года подписал с «Вашингтон Кэпиталз» новый 10-летний контракт на сумму $ 67 млн.
По окончании сезона 2010/11 Бекстрём набрал 65 очков, что стало его самым низким результатом за время выступлений в НХЛ.
Во время локаута в НХЛ в первой половине сезона 2012/13 выступал за московское «Динамо» в КХЛ вместе со своим партнёром по звену Александром Овечкиным. 14 ноября 2012 года сделал хет-трик в ворота «Витязя», включая победную шайбу в овертайме с передачи Овечкина (4:3). Бекстрём стал обладателем Кубка Гагарина в составе «Динамо», хотя и не принимал участия в матчах на вылет (локаут на тот момент уже закончился).
23 октября 2014 года Бекстрём в матче с «Эдмонтон Ойлерз» набрал 500-е очко за карьеру в НХЛ. Таким образом, он стал первым игроком, выбранным на драфте НХЛ 2006 года, кто достиг этой отметки.
13 декабря 2014 года он сделал свой первый хет-трик в регулярном чемпионате НХЛ в ворота «Тампа Бэй Лайтнинг».
15 марта 2015 года в игре с «Бостоном» Бекстрём сделал две результативные передачи и стал лучшим ассистентом в истории «Кэпиталз» — 420 передач за карьеру.
В мае 2015 года форвард перенёс артроскопическую операцию на бедре и выбыл из строя на 5 месяцев. Повреждение игрок получил ещё в прошлом ноябре, но доиграл сезон, в котором набрал 78 (18+60) очков в 82 матчах. К новому сезону швед готовился в родном Евле и уже в августе приступил к ледовым тренировкам.
К началу сезона 2015/16 Никлас не успел восстановиться, пропустив несколько матчей. В октябре игрок вернулся в строй и в первом же матче стал третьей звездой игрового дня, набрав 3 (1+2) очка в матче с «Каролина Харрикейнз» (4:1). В декабре Бекстрём провёл 600-й матч в регулярных чемпионатах НХЛ и в том же месяце набрал 600-е очко в карьере в НХЛ в матче с «Тампа-Бэй Лайтнинг» (5:3). Он стал четвёртым игроком в истории «Кэпиталз», кому покорилась эта отметка, после Майка Гартнера, Петера Бондры и Александра Овечкина.
В январе 2016 года швед был включён в состав команды Столичного дивизиона на Матч всех звёзд НХЛ.
В 2018 году Бекстрём выиграл в составе «Вашингтона» Кубок Стэнли и стал третьим бомбардиром розыгрыша, набрав 23 очка (5+18). Получив травму в матче второго раунда с «Питтсбургом», он пропустил четыре игры и последние 9 матчей играл с переломом пальца. Несмотря на травму, набрал в этих матчах 10 очков (2+8).
В первом матче сезона 2018/19 во встрече с «Бостон Брюинз» Бекстрём сделал три результативные передачи и набрал 800-е очко в регулярных чемпионатах. 26 ноября 2018 в матче с «Нью-Йорк Айлендерс» он снова сделал ассистентский хет-трик, в результате достиг отметки 825 очков и стал вторым бомбардиром в истории «Вашингтона», обойдя Петера Бондру
В сезоне 2019/20, 18 ноября получил травму верхней части тела в игре против «Анахайм Дакс», пропустив 8 матчей. 20 декабря во встрече с «Нью-Джерси Девилз» заработал 4 очка (2 гола и 2 передачи) и набрал 900-е очко в регулярных чемпионатах. 14 января 2020 года продлил контракт с «Вашингтоном» на 5 лет, за которые он получит $ 46 млн.
9 марта 2022 года в игре против «Эдмонтона» набрал своё 1000-е очко в регулярных сезонах НХЛ, сделав передачу на Ти Джея Оши. Бекстрём стал 93-м хоккеистом в истории НХЛ, достигшим этой отметки. Ранее в составе «Кэпиталз» 1000 очков набирал только Александр Овечкин.
Связка Бекстрёма с Овечкиным отличалась высокой результативностью. На 15 декабря 2021 года Бэкстрём отдал Овечкину 270 результативных паса, в том числе 134 первых передачи. 115 раз Бекстрём ассистировал Овечкину в большинстве, их дуэт занимает первое место по результативности в большинстве в истории регулярных чемпионатов НХЛ.
В середине июня 2022 года 34-летний Бекстрём перенёс операцию по шлифовке тазобедренного сустава, игрок рисковал завершить карьеру.
В середине ноября впервые тренировался на льду. Первый матч в сезоне 2022/23 сыграл 8 января 2023 года против «Коламбус Блю Джекетс» (1:0). 19 января сделал передачу в игре против «Аризоны» (4:0), эта передача стала 750-й в карьере Бекстрёма в НХЛ, он стал 46-м хоккеистом (третьим действующим), достигшим этой отметки.
В сезоне 2023/24 сыграл за «Вашингтон» 8 матчей, в которых набрал 1 очко (0+1). 1 ноября 2023 года заявил о приостановке карьеры из-за ситуации с травмами.
В предсезонном матче с «Коламбус Блю Джекетс» 7 сентября 2024 года был заявлен в состав «Вашингтон Кэпиталс» под 19-м номером.

### Международная карьера
6 апреля 2006 года Бекстрём провёл свою первую игру за национальную команду против сборной Норвегии.
В том же году он в составе команды Швеции выиграл чемпионат мира, став самым молодым хоккеистом в составе сборной Швеции за всю историю мировых первенств.
Бекстрём довёл свою сборную до 1/4 финала на Олимпиаде-2010, где они проиграли сборной Словакии.
На Олимпийских играх 2014 года Бекстрём был не допущен к участию в финальной встрече турнира против Канады, так как его допинг-проба показала, что хоккеист принимал противоаллергическое средство кларитин, который содержит запрещённое вещество псевдоэфедрин. При этом о результатах допинг-пробы было объявлено за два часа до финального матча. Бекстрём при этом заявил, что уже давно принимает препарат зиртек, так как уже семь лет страдает аллергией, что не мешало ему принимать участие в чемпионатах мира или Олимпиаде. Однако из-за предъявленных обвинений появилась вероятность того, что спортсмен может лишиться серебряной медали Олимпиады. При этом Национальная хоккейная лига сразу объявила, что вещество, найденное в организме Бекстрёма, не запрещено в лиге, поэтому он сможет выступать за свой клуб «Вашингтон Кэпиталз». В конце августа завершилось расследование, в результате которого Бекстрём получил серебряную медаль Олимпийских игр 2014 года, так как сотрудничал с расследованием и не намеревался улучшить свою форму при помощи запрещённого вещества.
Участник Кубка мира 2016 года (4 очка в 4 матчах) и чемпион мира 2017 года (7 очков в 5 матчах).
На чемпионате мира 2017 года помог сборной Швеции выиграть золотые медали, набрав 7 очков (3+4) в 5 матчах. В финале против сборной Канады Бекстрём реализовал победный буллит.

## Семья
Отец Никласа, Андерс Бекстрём, десять лет играл в Шведской хоккейной лиге и был задрафтован клубом «Нью-Йорк Рейнджерс» в 1980 году. Он завершил карьеру через год после рождения Никласа.

## Достижения
- Самый молодой игрок сборной Швеции на чемпионатах мира (18 лет и 6 месяцев)[15]
- Лучший новичок месяца НХЛ (декабрь 2007)
- В сезоне 2007/08 номинирован на «Колдер Трофи» — приз лучшему новичку НХЛ.
- В сезоне 2007/08 вошёл в сборную звёзд новичков НХЛ
- Участник матча всех звёзд НХЛ 2016
- Приз лучшему шведскому хоккеисту НХЛ «Викинг Эворд» (2009, 2015) (2)
- Кубок Стэнли (2018)
- Первое место среди игроков «Вашингтон Кэпиталз» по количеству результативных передач в регулярных чемпионатах — 762 (2007—2023)
- Первое место среди игроков «Вашингтон Кэпиталз» по количеству результативных передач в плей-офф — 76 (2008—2022)

## Статистика
| Легенда | Легенда                    | Легенда | Легенда                   | Легенда | Легенда    |
| ------- | -------------------------- | ------- | ------------------------- | ------- | ---------- |
| И       | Количество проведённых игр | Штр     | Штрафное время            | +/−     | Плюс-минус |
| Г       | Голы                       | П       | Голевые передачи          | О       | Очки       |
| -       | Статистика неизвестна      | —       | Статистика не учитывалась |         |            |